# Trade in Services Agreement
Het Trade in Services Agreement (TiSA) was een gepland internationaal handelsverdrag met 23 betrokken partijen, onder meer de Europese Unie en de Verenigde Staten. Het verdrag beoogt een wereldwijde liberalisering van de dienstensector, waaronder de banken- en transportsector. De geheimhouding rond het verdrag werd verbroken toen in juni 2014 via WikiLeaks een ontwerp uitlekte van de bijlage inzake financiële dienstverlening uit het voorgesteld verdrag.
TISA was voor de ondertekenende staten bedoeld als aanvulling op de Algemene Overeenkomst betreffende de handel in diensten (GATS) van de WTO van 1995.
In 2021 was er echter nog geen verdrag gesloten. 

## Geschiedenis en verloop

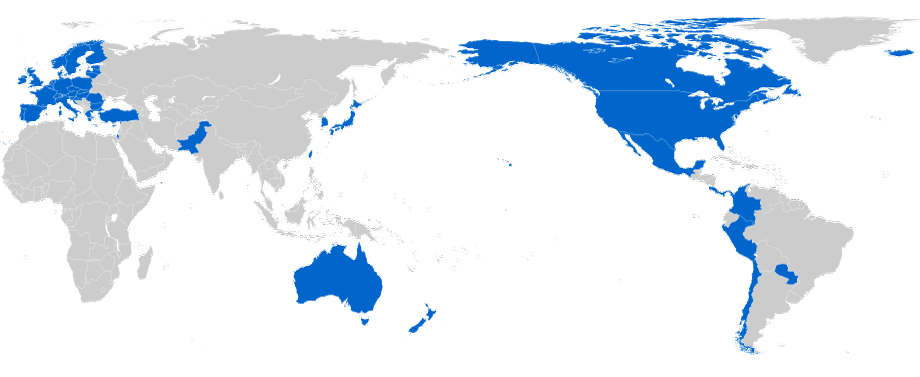
Partners in Trade in Services Agreement (TISA)

Het onderhandelingsproces kwam op gang in februari 2012, op initiatief van de Verenigde Staten, en wellicht vanwege de vastgelopen gesprekken in de Wereldhandelsorganisatie. Het ontwerpverdrag steunt op bepalingen van het General Agreement on Trade in Services. De meeste teksten worden naar voren gebracht door de EU en de VS. Eind 2013 waren de initial offers (eerste basisvoorstellen) klaar.

## Onderhandelingen
De onderhandelingen worden afwisselend voorgezeten door de EU, de VS en Australië. De onderhandelingsrondes duren gemiddeld een week, en vinden alle plaats in Genève, buiten het kader van de Wereldhandelsorganisatie (WTO):
- de 13e onderhandelingsronde werd afgesloten op 10 juli 2015[4][7]
- de 15e onderhandelingsronde werd afgesloten op 4 december 2015[8]
- de 16e onderhandelingsronde werd afgesloten op 5 februari 2016[9]
- de 17e onderhandelingsronde werd afgesloten op 15 april 2016[10]
- de 18e onderhandelingsronde werd afgesloten op 3 juni 2016[11]
- de 19e onderhandelingsronde werd afgesloten op 18 juli 2016[12]
- de 20e onderhandelingsronde werd afgesloten op 25 september 2016[13]
- de 21e onderhandelingsronde werd afgesloten op 10 november 2016[14]

## Economisch belang
Het verdrag heeft betrekking op ongeveer 70% van de wereldwijde dienstensector, die op zijn beurt goed is voor ongeveer 75% van de Amerikaanse economische output en 80% van de werkgelegenheid in de privé-sector, en bijna 75% van de werkgelegenheid en het bruto binnenlands product (BBP) in de EU. De TISA-lidstaten vormen samen een dienstenmarkt die in 2013 goed was voor bijna 1,6 miljard mensen, een BBP van meer dan 50 triljoen dollar (bijna 2/3 van de wereldeconomie), en een export van meer dan 3,6 triljoen dollar in dienstverlening.
Als de dienstenmarkt wordt geliberaliseerd naar het voorbeeld van de goederenmarkt, zou dit de export van de VS doen toenemen met 800 miljard dollar.

### Toepassingsgebied van TiSA
Het verdrag zal van toepassing zijn in onder meer volgende sectoren:
- Juridische dienstverlening van advocaten, notarissen enz.
- Technische diensten zoals Internetvoorziening
- Elektronische Transacties
- Digitale handtekeningen
- Boekhouding & accountancy
- Belastingadvies
- Architectuur & stedebouw
- Technische en wetenschappelijke tests
- Diergeneeskunde
- Opleidingen

Uit 17 in juni 2015 door Wikileaks gepubliceerde documenten blijken de onderhandelingen ook betrekking te hebben op onder meer vrachtluchtvaart, pakjesdiensten, nationale wetgeving inzake kwalificatie, vergunningen en technische standaarden, e-commerce, maritiem transport, professionele dienstverlening, telecommunicatie en financiële dienstverlening. Ook is een sectie toegevoegd over de publicatie van documenten.

## Betrokken partijen
Aanvankelijk kende TISA 16 leden; intussen is dat aantal gegroeid tot 23 partijen. Aangezien de Europese Unie 28 lidstaten telt, zijn in totaal 50 landen vertegenwoordigd. De 23 TiSA partijen in functie van hun nationale inkomenscategorie:
| Inkomenscategorie       | Partijen |
| ----------------------- | --- |
| Hoog inkomen            | Australië, Canada, Chili, Europese Unie, Hong Kong, IJsland, Israël, Japan, Liechtenstein, Nieuw-Zeeland, Noorwegen, Taiwan, Zuid-Korea, Verenigde Staten, Zwitserland. |
| Hoger gemiddeld inkomen | Colombia, Costa-Rica, Mexico, Panama, Peru, Turkije |
| Lager gemiddeld inkomen | Pakistan, Paraguay |

Opvallend is dat opkomende economieën zoals de BRIC-landen (Brazilië, Rusland, India en China), en ook Zuid-Afrika, aanvankelijk niet werden betrokken bij de onderhandelingen. Volgens European Services Forum, de lobbygroep van de internationale dienstensector, is dat bewust gebeurd, om die landen nadien te verplichten de Westerse afspraken onverkort over te nemen.
Intussen heeft China in 2013 laten weten tot de onderhandelingen te willen toetreden, om op die manier de economische herstructurering naar een diensteneconomie te ondersteunen, terwijl daarentegen de regering van Uruguay, onder druk van vakbonden en burgerorganisaties, in 2015 aangaf de onderhandelingen te zullen verlaten, uit vrees voor internationale druk om openbare diensten te privatiseren.

### Geheimhouding
Het ontwerpverdrag werd vooral bekritiseerd omwille van de geheimhouding van de onderhandelingen. Zo vermeldt de cover van het onderhandelingsdocument dat door Wikileaks werd gelekt Vertrouwelijk tot vijf jaar na het in werking treden van het verdrag of, indien geen verdrag in werking treedt, tot vijf jaar na het beëindigen van de onderhandelingen. Daardoor is het onmogelijk om een volledig beeld te krijgen van wat op de onderhandelingstafel ligt. Alleen Zwitserland heeft zijn eigen voorstellen sedert juni 2012 gepubliceerd. De Europese Unie publiceerde haar voorstellen voor TISA pas op 22 juli 2014, dus ruim een maand na de publicatie door Wikileaks, en met als aanhef transparantie is belangrijk voor de Europese Commissie. Tegelijk bevestigt de EU dat de onderhandelingsdocumenten enkel toegankelijk zijn voor de deelnemende partijen zelf.
In juli 2015 publiceerde Wikileaks de basistekst van het ontwerpverdrag, evenals een reeks bijlagen Op 20 september 2016 publiceerde Greenpeace (Nederland) een reeks vertrouwelijke onderhandelingsdocumenten, met een eigen analyse van het hoofdstuk energie, dat in strijd werd geacht met de akkoorden van de Klimaatconferentie van Parijs 2015  (COP21). Op 25 november 2016 publiceerde een Duits blog opnieuw een ontwerpbijlage, ditmaal over telecommunicatie. Volgens critici van de European Digital Rights-beweging bevestigde de tekst eerdere bezwaren over de beveiliging van Europese persoonsgegevens.

### Uithollen van nationale wetgeving
In het algemeen bestaat de vrees dat het verdrag de bestaande, binnen de WTO afgesloten GATS-regelingen die nationale sociale, milieu- en consumentenwetgeving voorrang geeft boven internationale afspraken, zou terugschroeven of tenietdoen. Meer bepaald zou het verdrag de beperkingen opheffen inzake privatisering van belangrijke overheidsdiensten (water, gezondheid, onderwijs) die nog waren voorzien in GATS. Bovendien zou via een pal-effect (“ratchet clause”) de hernationalisering van geprivatiseerde voorzieningen onmogelijk worden gemaakt
Nationale wetgeving zou, in afwachting van het verdrag, op aandringen van de VS ook “bevroren” worden via de standstill clause. Dit wil zeggen dat de onderhandelende staten zich ertoe verbinden intussen geen nieuwe wetgeving voor de dienstensector (inclusief de banken) aan te nemen.
Toezicht op buitenlandse ondernemingen zou bemoeilijkt worden door een clausule die multinationals vrijstelt van de verplichting om bedrijfsgegevens bij te houden in het land van activiteit (het zou volstaan die gegevens in de buitenlandse hoofdzetel op te slaan).
Ook detachering van buitenlands gekwalificeerd personeel is voorzien (EU: Article X.9: Temporary Entry of Personnel), waarbij het niet duidelijk is of de nationale arbeidswetgevingen in dat geval nog afgedwongen kunnen worden.

### Bescherming persoonsgegevens
Het verdrag zou een stap achteruit betekenen inzake bescherming van persoonsgegevens, door het omzeilen van bestaande wetgeving die de uitwisseling verbiedt van vertrouwelijke of persoonlijke gegevens naar het buitenland, tenzij daar gelijkaardige regels gelden inzake bescherming van gegevens. In de praktijk kan dit erop neerkomen dat met name de relatief hoge bescherming van persoonsgegevens in Europa wordt afgebroken tot op het niveau van de VS.

### Open source software
De voorstellen inzake e-commerce verbieden overheden om het gebruik van open source software voor te schrijven, bijvoorbeeld bij de levering van computers. Verschillende lokale overheden zijn echter in het verleden om financiële redenen al overgestapt op LibreOffice of OpenOffice voor kantoorsoftware (Annex on Electronic Commerce, art. 6).